# リヴァイヴァル (オールマン・ブラザーズ・バンドの曲)
「リヴァイヴァル」（Revival）は、オールマン・ブラザーズ・バンドが1970年に発表した楽曲。

## 概要
ディッキー・ベッツは当初本作品をインストゥルメンタルとして書いたという。演奏の過程で歌詞が生まれ、今ある形となった。リード・ボーカルはグレッグが担当した。1970年9月23日発売のセカンド・アルバム『アイドルワイルド・サウス』に収録され、同年11月にシングルカットされた。B面は「マイ・ブルース・アット・ホーム（Leave My Blues at Home）」。
1971年1月9日から16日にかけて2週連続でビルボード・Hot 100の92位を記録した。
ベッツは60年代後半に花咲いたヒッピー文化、カウンターカルチャーの気運をそのまま歌詞にあらわした。「僕らは革命の只中にいる／正しいのはもちろん僕らだ／みんな歌っている／そうさ、争う奴なんてそのうちいなくなる／感じるだろ？ 愛は至る所にあることを」
1991年9月6日に行ったライブの映像がDVD『Live at Great Woods』（2014年）に収録されている。1992年6月発売のライブ・アルバム『An Evening with the Allman Brothers Band: First Set』にも収録されている。